# 托雷斯德塞格雷
托雷斯德塞格雷，是西班牙加泰罗尼亚莱里达省的一个市镇。 总面积51平方公里，总人口1838人（2001年），人口密度36人/平方公里。